# ミルボン
株式会社ミルボン（英: Milbon Co., Ltd.）は、美容サロン用ヘア化粧品専門企業。

## 概要
- 主に、染毛剤・パーマ剤・ヘアケア製品が主力である。

## 沿革
- 1960年 - 大阪市東淀川区にて、ユタカ美容化学株式会社として設立。
- 1965年 - 現商号に変更、本社を大阪市旭区に移転。
- 1996年 - 日本証券業協会に店頭登録。
- 2000年 - 東京証券取引所2部に上場。
- 2001年 - 東京証券取引所に1部へ指定替え。
- 2017年 - 本社機能を東京都中央区京橋二丁目の「京橋エドグラン」に移転。

## 主要事業所
- 本社 - 東京都中央区
- 本店・中央研究所 - 大阪府大阪市都島区
- 研修センター - 大阪府大阪市城東区
- ゆめが丘工場 - 三重県伊賀市
- タイ工場 - タイ王国ラヨーン県